# Anopheles hyrcanus
Anopheles hyrcanus este o specie de țânțari din genul Anopheles. A fost descrisă pentru prima dată de Peter Simon Pallas în anul 1771. Conform Catalogue of Life specia Anopheles hyrcanus nu are subspecii cunoscute.